# Навчально-методичний комплекс дисципліни
Навчально-методичний комплекс дисципліни — сукупність нормативних та навчально-методичних матеріалів необхідних для ефективного виконання студентами робочої програми навчальної дисципліни. НМКД включає в себе:
- Робоча програма навчальної дисципліни
- Конспект(и) лекцій з навчальної дисципліни
- Методичні вказівки (рекомендації) для проведення лабораторних, практичних та семінарських занять
- Тематика курсових робіт (проектів), РГР, домашніх завдань тощо та методичні вказівки (рекомендації) щодо їх *виконання (якщо передбачені програмою)
- Методичні розробки з організації самостійної роботи студентів з навчальної дисципліни (графік, методичні рекомендації тощо)
- Індивідуальні завдання
- Засоби діагностики з навчальної дисципліни (екзаменаційні білети, питання до ПМК, тестовий комплекс)

Навчально-методичний комплекс дисципліни обов'язковий при викладанні дисциплін у закладі вищої освіти. Готується кафедрою. Перевіряється методичними структурами університету. Наявність і якість підготовки НМКД враховується Критеріями акредитації навчальних програм.
Матеріали НМКД розробляються державною мовою, з дотриманням
наукового стилю викладення. Матеріали НМКД дисциплін, що викладаються
іноземною мовою, готуються мовою викладання.

Аналог — Силлабус[джерело?].